# Văcăreşti (Dâmbovița)
Văcăreşti es una comuna ubicada en el distrito de Dâmbovița, Rumania.

## Superficie
Posee una superficie de 38,21 kilómetros cuadrados.

## Demografía
Hasta 2021 la población era de 5060 habitantes, con una densidad de población de 132,4 habitantes por kilómetro cuadrado.